# Designer
Un designer este o persoană care proiectează. Mai formal, designerul este un agent care "specifică proprietățile structurale ale unui obiect de proiectare". În practică, orice persoană care creează obiecte tangibile sau intangibile, cum ar fi produsele de larg consum, procese, legi, jocuri și grafică, este denumit ca designer. Într-o maniera mai clasică, principalele domenii de proiectare sunt doar pictura, sculptura și arhitectura, care sunt văzute ca arte majore. Designul vestimentar, de mobilier și alte artefacte comune au rămas în mare parte ceva legat de tradițional sau artizani specializați în a le face manual.

## Design professions
Tipurile diferite de designeri sunt:
- Design interior
- Design peisagistic
- Design Urban
- Design de mobilier
- Design graphic
- Design Industrial
- Design de interacțiune
- Design pedagogic
- Design de ambalare
- Web design
- Design vestimentar
- Design de bijuterii
- Game design
- Design de lumini
- Artist-tehnolog
- Sound design
- Arhitectură ca întreg
- Inginerie ca întreg